# モリキ
株式会社モリキは、長野県長野市に本社を置き、ドラッグストアを運営する日本の企業。元は長野県内を中心にドラッグストア「アメリカンドラッグ」を展開していたが、富士薬品の傘下に入ってからは、東北地方・北陸甲信越地方の富士薬品の子会社の店舗管理を移譲されるようになった。
2019年3月には、東北セイムスを吸収合併した。

## 店舗
2009年からは北海道内でも店舗を運営していたが、北海道の店舗は2014年10月に会社分割により、同じ富士薬品系列のオストジャパングループが承継した。
現行店舗の詳細は、モリキ公式ウェブサイト「店舗検索」を参照。
138店舗（2018年3月期）
- 長野県：アメリカンドラッグ58店舗、モリキ調剤薬局9店舗、ひとみ薬局5店舗、西口薬局15店舗、アメリィ7店舗
- 秋田県：ドラッグセイムス 2店舗
- 山形県：ドラッグセイムス 16店舗
- 宮城県：ドラッグセイムス 12店舗
- 福島県：ドラッグセイムス 5店舗
- 富山県：ドラッグセイムス 8店舗、アメリィ 1店舗
- 新潟県：ドラッグセイムス 11店舗、アメリカンドラッグ 4店舗、ドラッグストアライズ 3店舗、アメリィ 1店舗
- 山梨県：薬のたむら 5店舗
- 石川県：ドラッグセイムス 1店舗